# The Barricades
The Barricades ist eine Berliner Filmproduktionsfirma, die 2018 von Viktoria Stolpe und Timm Kröger gegründet wurde. Der erste Kinofilm The Trouble With Being Born gewann 2020 u. a. den Berlinale Special Jury Award in der Sektion Encounters, den First Steps Award sowie den österreichischen Filmpreis. Der zweite Kinofilm Die Theorie von Allem wird beim Filmfestival von Venedig 2023 im offiziellen Wettbewerb uraufgeführt.

## Produktionen (Auswahl)
- 2020: The Trouble With Being Born
- 2023: Die Theorie Von Allem